# Vilhelm Rosenberg
 Ikke at forveksle med Wilhelm Rosenberg.
Vilhelm Rosenberg (20. august 1862 i København – 4. juli 1944) var en dansk komponist, søn af Carl Rosenberg, bror til Soffy Walleen og P.A. Rosenberg.
Rosenberg blev student 1881, men
vendte sig dog snart til Musikken, Elev af det
kgl. Konservatorium 1883—85. Lærer i Sang og
Komposition ved Horneman’s Konservatorium
1890—1906. Ancker’ske Legat 1892.
Musikdirigent ved Dagmarteatret 1889—91. Dirigent for
Sangforeningerne »Ydun« og »Afholdsfolkenes
Fælleskor«. Hans Kompositioner omfatter en
Opera, »Lorenzaccio«, fremdeles Balletterne
»Terpsichore« og »De Forelskedes Luner« (kgl.
Teater resp. 1913 og 1917), Kantaterne »Attila«,
»Tonernes Verden« og »Charles Dickens«,
dertil Musik til en Række dram. Arbejder samt sangmusik.